# Skateboardtrick

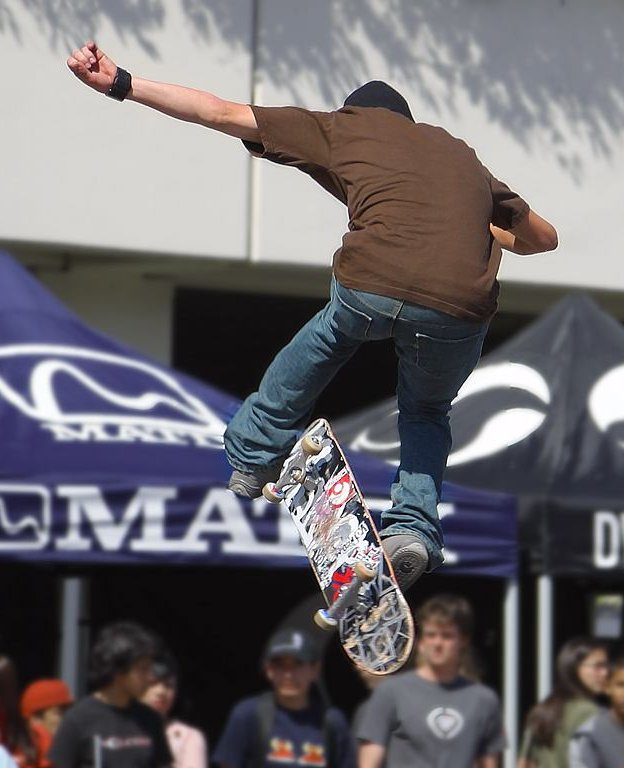
Flip Trick

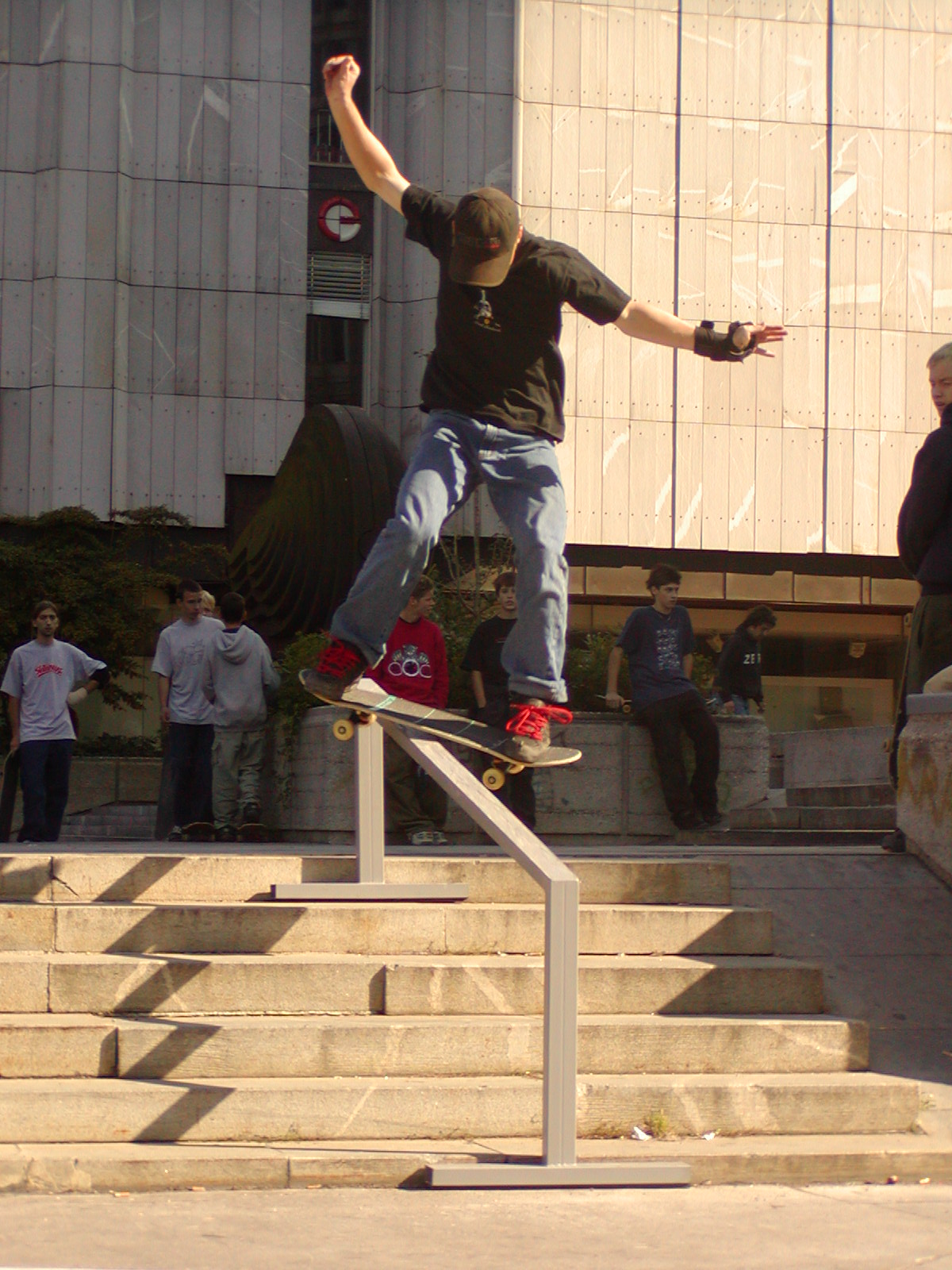
Slide Trick (Frontside Lipslide)

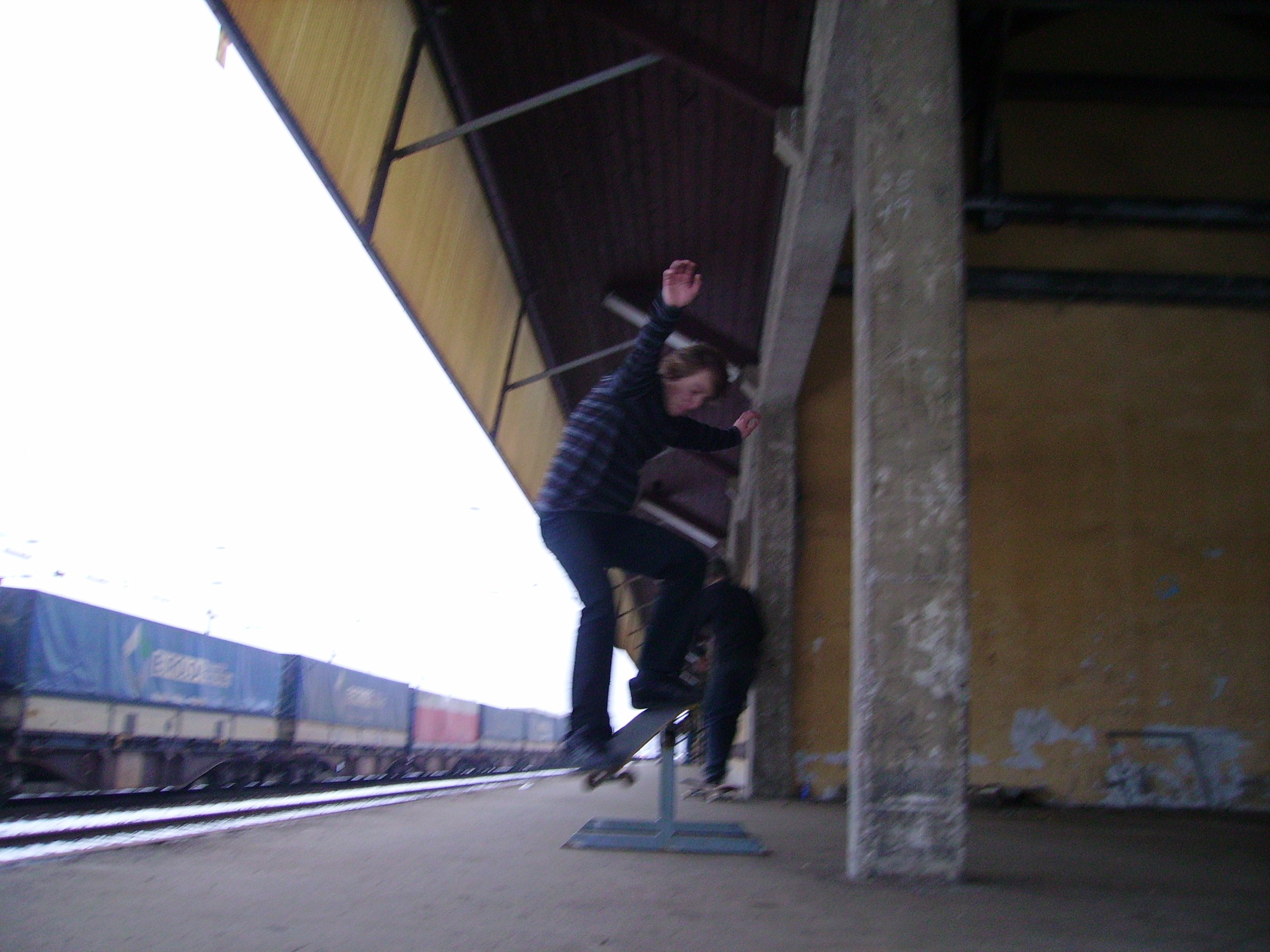
Frontside Smith-Grind

Ein Skateboardtrick ist ein spezielles Manöver, das mit einem Skateboard durchgeführt wird.

## Einteilung
Man unterscheidet Skateboardtricks grob in folgenden Kategorien:
- Grabs: Tricks, bei denen man das Board mit der Hand greift und zur Seite, nach vorne oder nach hinten zieht
- Flips: Tricks, bei denen sich das Board um die eigene Achse meist zwischen oder unter den Beinen des Fahrers dreht. Sie werden durch das Ziehen des Fußes über die Oberseite des Boards oder durch Runterdrücken eingeleitet. Nach der Rotationsbewegung wird das Board mit dem Vorderfuß gestoppt, die Landung wird eingeleitet, indem die Beine richtig über dem Board platziert werden. Bei der Landung auf dem Boden/der Rampe dürfen die Beine nicht durchgedrückt sein, um die restliche Energie abzufedern und um die Gelenke zu schonen.
- Grinds: Tricks, die mit Hilfe eines Bordsteins oder eines Rohrs (Coping/Rail) ausgeführt werden. Das Grinden erfolgt auf den Achsen und das Sliden auf dem Deck.
- Flatlands: Tricks, die man auf dem Boden ausführt und meistens kein Sprung durch einen Kicker oder andere Rampen durchführt, sondern durch einen so genannten Ollie (einem Sprung aus dem Stand)
- Alle Tricks (Grab, Flip, Grind und Flat) können in einer Kombination mit so genannten Spins durchgeführt werden. Es sind Drehungen um die eigene Körperachse. Sie werden in Gradzahlen benannt (180°-Schritte). Man unterscheidet zwischen front side (fs) und back side (bs). Ein Spin der bs durchgeführt wird, wird zur Hinterseite (back side) durchgeführt. Der Kopf leitet die Drehung ein.

## Herkunft der Disziplinen

### Streetskaten
Beim Streetskaten werden die Tricks an im städtischen Raum vorhandenen Hindernissen (obstacles) wie Mauern, Treppen, Geländern, Rampen und Ähnlichem oder in einer extra angelegten Hindernislandschaft durchgeführt (Skatepark). Beim reinen Streetskaten außerhalb von Skateparks kommt es gelegentlich durch Sachbeschädigungen und Lärmentfaltung zu Konflikten mit Anwohnern, Haus- und Grundstückseigentümern. Ein für das Streetskaten geeignetes Terrain wird Spot genannt. Als Urheber des Streetskatens gilt der US-amerikanische Profiskater Rodney Mullen, zahlreiche Tricks und Techniken gehen auf ihn zurück.

### Vert
Neben dem Streetskaten ist das Vertskaten (von englisch vertical für deutsch senkrecht) von Bedeutung. Hier wird das Skateboard in einer speziell dafür geschaffenen Halfpipe gefahren, einer U-förmig konstruierten Anlage, in welcher der Skater zwei gegenüberliegende, im oberen Teil senkrechte Steilwände (vert) befährt, die durch Rundungen (transitions) mit einer dazwischen liegenden, waagerechten Ebene (flat) verbunden sind. Die Tricks werden im Vertskaten entweder als Flugtricks (airs) oberhalb der Steilwand durchgeführt oder aber an der meistens mit einem Stahlrohr (coping) versehenen Abschlusskante der Steilwand (liptricks).
Eine populäre Abwandlung der Halfpipe ist die Miniramp, eine niedriger ausgeführte Konstruktion ohne den vertikalen Anteil der Steilwand. In der Formgebung von Halfpipe und Miniramp finden sich die Wurzeln des Skateboardens wieder: Die Rundungen und einige der sich daraus ergebenden Bewegungsabläufe erinnern an das Wellenreiten. Die Skateboardliptricks haben den Wellenreitenstil der letzten Jahrzehnte (new school) mitgeprägt. Gelegentlich werden auch so genannte Fullpipes befahren (Röhren von großem Durchmesser, in denen sich durch Hin- und Herfahren gut Schwung holen lässt).

### Sonstige

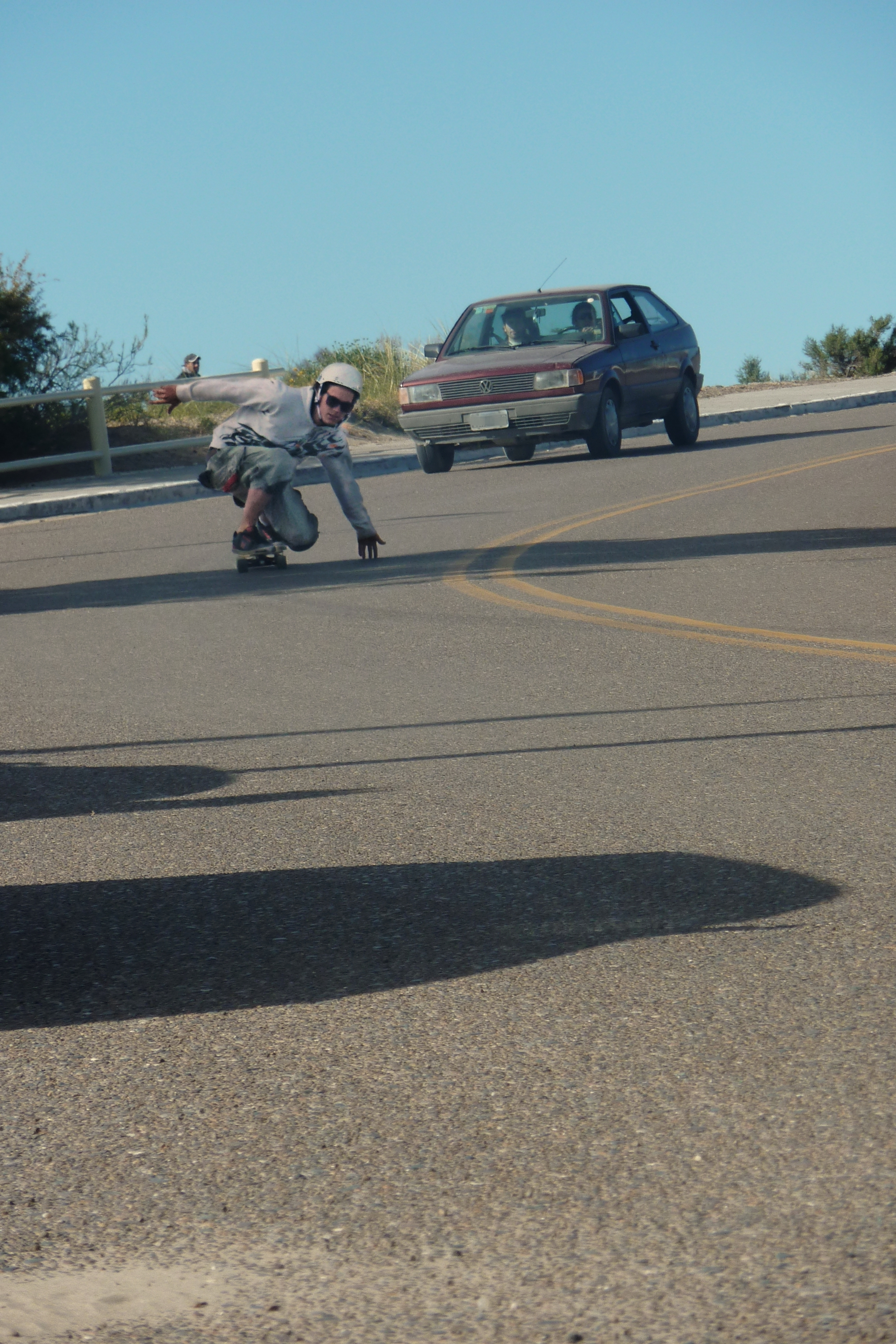
Downhillskater in Puerto Madryn

Als weitere eigenständige Disziplin hat sich das sogenannte Bowl- oder Poolskaten etabliert. Seinen Ursprung hat diese Form des Skatens in dem Befahren entleerter Schwimmbecken in den USA. Im Unterschied zur Bauweise europäischer Swimmingpools weisen amerikanische Becken bei runden oder nierenförmigen Grundrissen oft abgerundete Übergänge von Beckenwand zu Beckenboden auf oder sind gar komplett schüsselförmig konstruiert. Diese spezifische Bauweise ermöglicht das Befahren der Becken. Bedingt durch die ähnliche Formgebung des Pools oder Bowls ist das Skaten dort in einiger Hinsicht mit dem Vert- oder Minirampskaten verwandt. In einigen Skateparks wurden in den zurückliegenden Jahren solche amerikanischen Pools in optimierter Form nachgebaut.
Von geringerer Bedeutung als Street- und Vertskaten sind Flatland-, Slalom- und Downhillskaten.
Beim Flatlandskaten, das vor allem in den 1980er Jahren populär war, wird weitestgehend auf die Einbindung von Hindernissen verzichtet. Die Tricks werden hier mit artistischem Schwerpunkt und unter betonter Einbeziehung des Skateboards als eine Art Turngerät ganz überwiegend auf ebener Fläche durchgeführt. Beim Slalomboarden, das vor allem in den 1970er Jahren populär war, geht es um das schnelle und fehlerfreie Durchfahren einer Slalomstrecke. Downhillskaten ist die meistens mit einem Longboard ausgeführte und auf Höchstgeschwindigkeit angelegte Bewältigung einer Abfahrtsstrecke.

## Basistricks

### Ollie

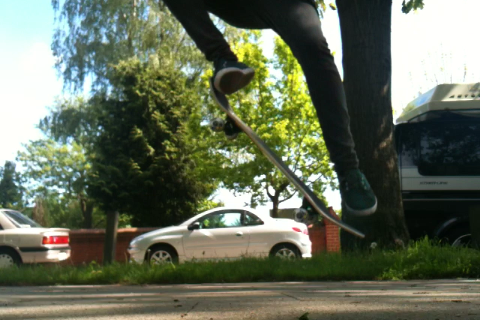
Ollie

Basistrick des modernen Skateboardens ist der Ollie. Es handelt sich bei diesem Trick um eine Technik, mit der durch die zeitliche und motorische Koordination von einem impulsgebenden, das Brett hochschnellen lassenden Tritt auf den hinteren Überstand (Tail) und führender Bewegung des vorderen Fußes über das Griptape mit dem Skateboard gesprungen werden kann. Obwohl das Skateboard mit dem Skater nicht verbunden ist, kann das Deck in der Flugphase des Sprunges durch diese Technik kontrolliert und gesteuert werden. Hierdurch können sogar Drehungen ausgeführt werden, wie z. B. der FS 180°.
Der Ollie wurde von Alan „Ollie“ Gelfand zunächst in der Halfpipe, als sogenannter „No Hand Air“ – einem Luftsprung in der Halfpipe, wobei das Deck nicht mit einer Hand unter den Füßen fixiert wurde –, erfunden und angewandt. Später wurde der Ollie von Rodney Mullen auf flaches Terrain und das Streetskaten übertragen, zum sogenannten Pop Ollie, weil man durch das Poppen (= ruckartiges Treten des Tails) auch auf flachen Straßen springen kann. Wenn man heute von einem Ollie spricht, ist für gewöhnlich der Ollie Rodney Mullens gemeint. Die Zusätze „Flat Ollie“ oder „Pop Ollie“ sind sehr selten.

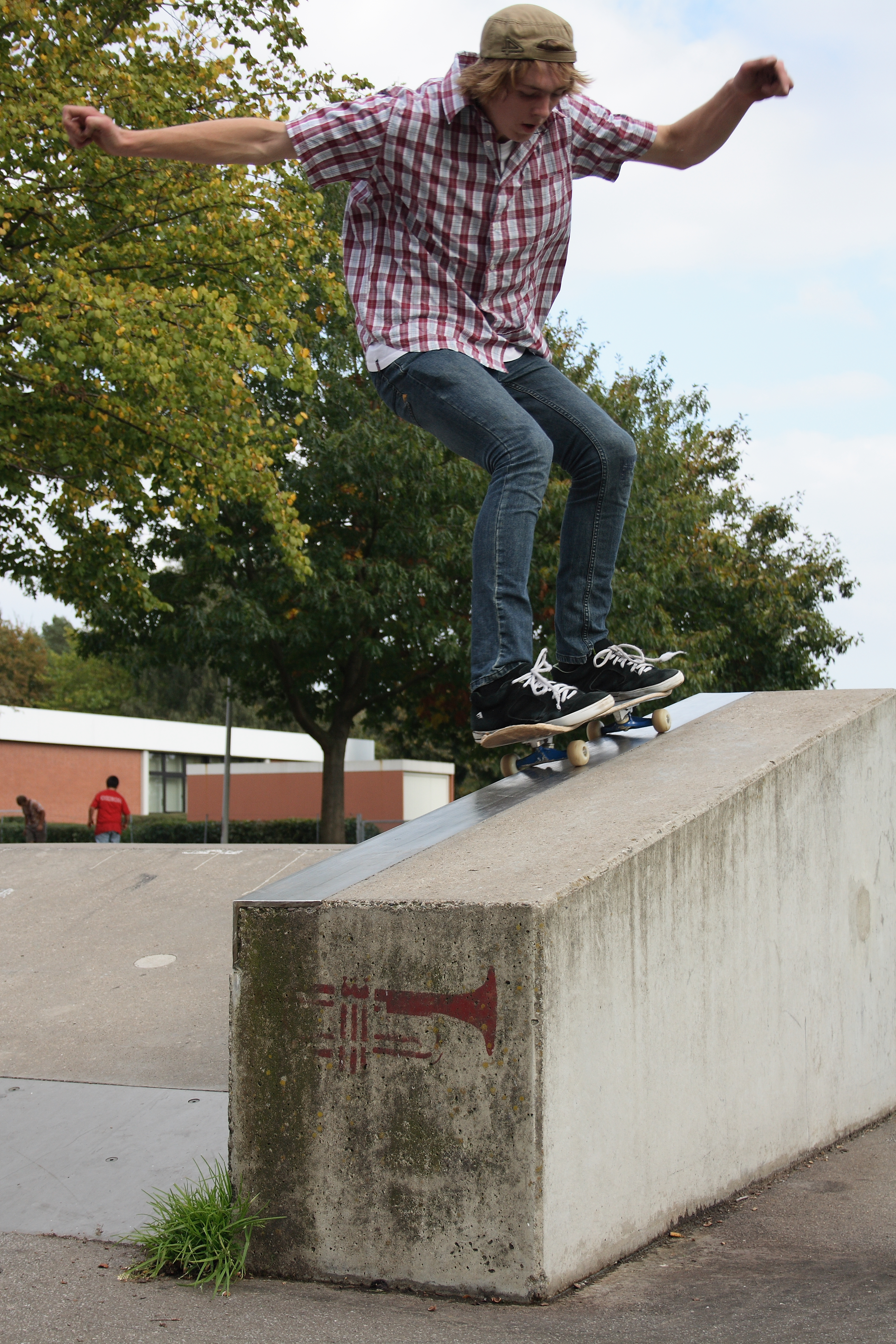
Frontside 50–50 an einer „Ledge“

### Flips und Shove-its
Die Namensgebung der Skateboardtricks im gegenwärtigen Skaten bestimmt sich in der Regel aus den mit dem Skateboard ausgeführten Sprung- und Flugbewegungen, wozu meistens Drehungen des Decks um die Längsachse – Fliptricks – oder um die senkrechte Mittelachse – Shove-its – und auch die Kombination von beidem gehören. Namensgebend sind auch die Bewegungen des Fahrers in Bezug auf sein Board, aus der Stellung des Fahrers zum angesprungenen Hindernis sowie aus den Bewegungen am Hindernis selbst.

### Slides und Grinds
Es ist von Bedeutung, mit welchem Teil des Skateboards ein Hindernis angesprungen wird: Rutscht der Skater mit dem Deck über einen Gegenstand, so bezeichnet man dies als einen Slide wie zum Beispiel Tricks wie Boardslide, Lipslide, Noseslide und Tailslide. Darüber hinaus gibt es noch Bluntslides und Nosebluntslides, bei denen der Skater entweder auf den Rollen der vorderen oder hinteren Achse rutscht. Rutscht er hingegen mit einer oder zwei Achsen auf der Kante eines Gegenstands, so spricht man von einem Grind wie zum Beispiel der Trick 5–0 Grind unter Beteiligung der hinteren Achse oder 50–50 Grind bei Beteiligung beider Achsen.

### Grab Tricks
Bei einem Grab Trick berührt der Fahrer während eines Sprungs mit einer oder beiden Händen das Skateboard (beispielsweise ein Nosegrab, bei dem die Spitze des Boards, auch Nose genannt, berührt wird).

### Herausforderungen
Die große Vielfalt des modernen Skatens wird durch mehrfache Kombinationen verschiedener, einzelner Tricks in einem Gesamttrick erreicht. Eine erhöhte Schwierigkeit besteht außerdem darin, einen Trick auszuführen, während man entgegen der individuellen und intuitiv gegebenen Fußstellung – entweder „regular“ (das heißt, der linke Fuß befindet sich vorne auf dem Brett) oder „goofy“ (also mit dem rechten Fuß vorne) – auf dem Board steht – switchstance oder switch fährt, nollie fährt, (das heißt für regular der linke Fuß steht auf der Spitze des Boards und für goofy dasselbe, nur mit dem rechten Fuß) – oder aber gar rückwärts fährt (das heißt einen Trick fakie machen).
Neben den immer schwierigeren Kombinationen von Tricks werden beim Skaten durch Sprünge immer größere Höhen und Weiten überwunden. Hindernisse wie Treppenstufen oder Lücken wie Blumenbeete („Gaps“) und auch Grinds und Slides an Treppengeländern (Handrails) oder Mauern (Ledges) sind sehr beliebt.

## Erläuterung
- Street-Tricks sind die Tricks, die an einem Hindernis (engl. obstacle) auf der Straße oder in einem Skatepark ausgeführt werden und für die keine spezielle Rampe benötigt wird. Das können Treppen (stairs), Geländer (handrails) oder Bordsteine (curbs) und vieles andere mehr sein.
- Vert-Tricks werden in einer Halfpipe ausgeführt. Unterschieden werden hierbei zwei Kategorien. Die Lip-Tricks sind Tricks, die an der oberen Kante (coping) der Halfpipe ausgeführt werden. Die andere Kategorie sind Air-Tricks (von engl. air ‚Luft‘), bei denen es unterschiedliche Griffe (grabs) und Tricks mit Drehungen des Skateboards in der Luft (sogenannte flips) gibt. Außerdem ist es möglich, auf dem Coping der Half-Pipe entlang zu schlittern (sogenanntes sliding oder grinding), so wie es auch beim Street-Skating gemacht wird. Neben Halfpipes werden auch kleinere Aufbauten wie Miniramps und Quarterpipes genutzt, welche auch für Anfänger geeignet sind.
- Flatland- oder Freestyle-Tricks werden auf dem Boden gemacht. Hierzu zählen sowohl Drehungen des Skateboards wie auch sogenannte Oldschool-Tricks, bei denen der Fuß den Boden berühren darf. Hauptsächlich geht es beim Freestylen um eher akrobatische Einlagen, wie ein Handstand auf dem Skateboard, flüssig verlaufende Footwork-Tricks oder darum, auf den Achsen des umgedrehten Boards auf dem Tail zu balancieren (50/50-Tricks). Freestyle-Tricks wurden im Laufe der Geschichte des Skateboardings ständig weiterentwickelt. Viele Tricks, die heutzutage in die Kategorie Street fallen würden, entstanden aus dem Freestyle. Ein Trick kann also auch zu mehreren Kategorien gehören.
- Die Ausführung eines Tricks, in dessen Verlauf genau ein Fuß den Boden berührt wird als Boneless, Fastplant, Sweeper oder No Comply bezeichnet, je nachdem mit welchen Fuß man absteigt, oder ob man das Board mit der Hand berührt. Berühren beide Füße den Boden so wird dies als Sweet bezeichnet.

### Trickliste (Auswahl)
Alle Tricks können beliebig kombiniert werden, deswegen erhebt die Liste keinen Anspruch auf Vollständigkeit.
- Ollie – Der hintere (am besten der stärkere) Fuß wird am Ende des Boards aufgestellt, der Andere eher im vorderen Teil des Boards. Das Brett wird durch Gewichtsverlagerung auf den Hinterfuß schnell über die Hinterachse gekippt, sodass es den Boden berührt (sog. poppen). Parallel dazu zieht der vordere Fuß nach vorne an die „Nose“ und zieht das Board nach oben. Somit berührt keine Rolle mehr den Boden. Der Ollie, bzw. Ollie-Variationen stehen am Anfang vieler Tricks.
- FS/BS – Jeden Grind/Slide bzw. Rotation kann man „Frontside“ oder „Backside“ machen. Diese Bezeichnungen kommen ursprünglich vom Surfsport und geben an, aus welcher Richtung man auf die Welle (bzw. das Hindernis) zufährt. Schaut man auf das Hindernis drauf, ist es ein Frontside-Trick. Steht das Hindernis zum Rücken, ist es ein Backside-Trick. Anders sieht das bei Drehungen des Körpers aus. Einen 180 Ollie nennt man Frontside, wenn nach 90 Grad das Gesicht in Fahrtrichtung zeigt, Backside wenn nach 90 Grad der Rücken in Fahrtrichtung zeigt. Ein einfacher Trick, um sich die Sache für alle Fahrweisen, also Regular, Nollie, Fakie, Switch, zu merken, ist, Regular-Fahrer drehen sich im Uhrzeigersinn Backside, Goofy-Fahrer Frontside und umgekehrt.
- Alley-Oop oder Aliub – Ein Trick ist Alley-Oop, wenn die Drehrichtung entgegengesetzt der Absprungs-/Anfahrtsrichtung ist. Beispiel: Der Skater fährt eine Halfpipe Frontside hoch, dreht sich dann aber Backside. Diese Tricks sind meistens besonders schwierig zu vollziehen.
- Footwork – Hierzu zählen „Bewegungen“ mit dem Board, die nicht wirklich als Tricks bezeichnet werden. Footwork-Tricks werden nur im Freestyle oder in einem Freestyle-Lauf benutzt, um die „Lücken“ zwischen den anderen Tricks auszufüllen. Sie kommen von Tanzbewegungen und werden meistens zu einer flüssigen und gleichmäßigen Bewegung.
- Grab – Ein Grab bezeichnet das Anfassen des Skateboards mit den Händen.
- Tweak – Ein Grab, oder auch ein anderer Trick, der besonders verzogen wird und bei dem die Beine stark gestreckt sind. Der Skater sollte lange in der Luft sein, um einen Trick optimal zu tweaken. Erfordert enorme akrobatische Fitness und Körperkoordination.
- Poppen – Man spricht vom Poppen bzw. Abpoppen des Boards, sobald das „Klacken“ des Bretts bei einem auf dem Ollie aufbauendem Trick, oder dem Ollie selbst, ertönt. Ein Skater mit mehr „Pop“ kann höher mit dem Skateboard springen.
- Catch – Das Landen mit den Füßen auf dem Brett nach einem Fliptrick, bevor man den Boden berührt. Man kann das Board so besser kontrollieren.
- Kickflip – Der Skater zieht das Board wie beim „Ollie“ hoch und den vorderen Fuß vom Board, so dass sich das Board 360° um die Längsachse zum Skater hin dreht. Sobald sich das Board einmal gedreht hat und der Skater wieder landet, ist der Kickflip vollendet. Sobald sich das Board, ohne mit dem Fuß nochmal zu ziehen, ein zweites Mal dreht, heißt der Trick Double Kickflip, bei drei Mal Triple Kickflip und bei vier Mal Quadruple Kickflip usw.
- Heelflip – Der Heelflip ist im Grunde das Gleiche wie der Kickflip, nur dass er sich in die entgegengesetzte Richtung dreht. Der Skater zieht den Fuß wie beim Ollie hoch und mit dem vorderen Fuß schräg nach vorne an der Nose heraus. Die Ferse (englisch: heel) dreht das Board in die gewünschte Richtung. Wenn sich das Board einmal um die Längsachse gedreht hat und der Skater mit beiden Füßen auf dem Skateboard landet, zählt der Trick als gestanden.
- Manual – Der Skater drückt eine Seite des Boards nach unten, so dass die Rollen auf der entgegengesetzten Seite in die Luft steigen und das Tail oder die Nose nicht den Boden berühren. Nun muss der Skater das Board so balancieren. Dieser Trick wird meistens als „Verbindung“ zwischen den Tricks genutzt, dieses nennt man dann eine „Combo“. Man kann den Manual halten, solange man will und kann. Ein Manual, bei dem man auf der Nose steht und mit dieser balanciert, heißt Nosemanual.
- Pressure – Anstatt mit dem vorderen Fuß zu flippen, drückt der Skater in die Concave des Skateboards und macht so die Tricks.